# Dialekt środkowomacedoński

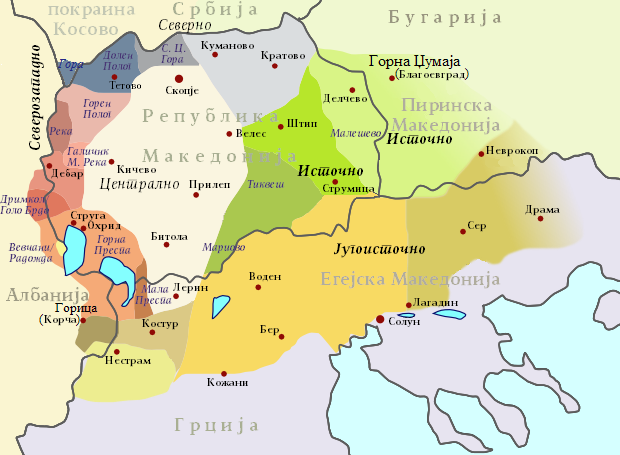
Dialekt środkowomacedoński (beżowy) na mapie dialektów macedońskich.

Dialekt środkowomacedoński lub centralnomacedoński (mac. централен дијалект, централни говори) – dialekt macedoński używany w środkowej i zachodniej części Republiki Macedonii, na obszarze obejmującym miasta Skopje, Bitola, Prilep, Kiczewo, a także w położonej w Grecji Florinie (mac. Лерин Lerin) i jej okolicach.
Razem z dialektem zachodnim tworzy zespół narzecza zachodniomacedońskiego. W skład gwar centralnomacedońskich wchodzą gwary kiczewsko-porecka, prilepsko-bitolska oraz skopsko-weleska.

## Cechy językowe
Do najważniejszych cech fonetycznych gwar centralnomacedońskich należą:
- Składający się z pięciu samogłosek a, e, i, o, u oraz sylabotwórczego r̥ system samogłoskowy[1].
- Na miejscu sylabicznego l̥ pojawia się grupa oł, np. dołgo, sołza, zaś na miejscu dawnej nosówki *ǫ pojawia się a, np. raka, pat[1].
- Dobrze reprezentowane są opozycje dźwięczności č:dž oraz c:dz[1].
- Szerokie użycie fonemów ḱ i ǵ[1].
- Fonem l’ (љ) ma wąskie użycie i na ogół jest zastępowany przez ł, np. kłuč, prijateł, nedeła[1].
- Grupa čr- na większości obszaru przeszła w cr-, np. crn, crven, cresło[3].

W morfologii charakterystyczne są:
- Końcówka -at 3. os. l. mn. czasu teraźniejszego: vikaat, nosat[1].
- Końcówka -a 3. os. l. mn. aorystu i imperfektu, np. vikaa, nosea, dojdoa[1].
- Rozróżnianie mianownika i przypadka zależnego w odmianie imion i innych nazw osobowych, np. Stojan – go vide Stojana ‘widzi Stojana’, vujko – bef kaj vujka  ‘byłem u wujka’[4].
- Szerokie użycie form typu ima dojdeno, imaše dojdeno, imał dojdeno[3].